# Ка-15
Ка-15 (по кодификации НАТО: Hen — «Курица несушка») — вертолёт соосной схемы, разработанный в ОКБ Н. И. Камова, разработан на базе вертолёта Ка-8 («Иркутянин» от 1948 года). 

## История создания
Совет Министров СССР принял постановление от 29 сентября 1948 года «О проведении государственных испытаний и подготовке к внедрению в серийное производство одноместного вертолёта Ка-8 «Иркутянин» конструкции Н. И. Камова».
Первый полёт серийного образца Ка-15 был выполнен 14 апреля 1953 года лётчиком-испытателем Дмитрием Ефремовым.
Вертолёт изначально разрабатывался для нужд морской авиации: как противолодочный вертолёт, корабельный разведчик и связной. Испытания проводились НИИ-15 ВМФ на базе ОКБ-4 в Москве с 28 января по 12 февраля 1955 года. С 23 марта по 14 апреля того же года испытания Ка-15 продолжили на кораблях ЧФ. Государственные испытания проходили в Феодосии с 15 апреля по 11 мая 1955 года. В 1956 году на авиационном заводе в Улан-Удэ начали серийное производство этих машин. Всего было построено 354 вертолёта всех модификаций.
Начиная с 1957 года, Ка-15 начали поступать в строевые соединения ВМФ. Из-за малой грузоподъёмности Ка-15 оказался неэффективен как противолодочный вертолёт — мог брать на борт всего два гидроакустических буя для слежения за подводными лодками; при этом аппаратура управления находилась на втором вертолёте, а средства уничтожения (глубинные бомбы) — на третьем. Помимо этого, эксплуатация Ка-15 на флоте сопровождалась многочисленными неполадками, указывающими на низкую надёжность этой машины: флаттер несущего винта, колебания типа «Земной резонанс» во время руления и т. д. В июле 1960 года, один из Ка-15, принадлежащий 710-му отдельному вертолётному авиаполку, разбился из-за схлёстывания лопастей после взлёта с аэродрома Новонежино; в ноябре случай схлёстывания повторился, но машину удалось посадить. Указанные два случая были не единственными. В мае 1963 года полеты Ка-15 в ВМФ запретили.
В Аэрофлоте и в ДОСААФ вертолеты находились в эксплуатации до начала 1970-х годов и применялись для подготовки курсантов наряду с Ми-1, для опыления посевов на сельскохозяйственных работах в регионах СССР с тёплым климатом — в Молдавии и в Казахстане. Некоторое количество Ка-15 обслуживало рыболовецкие и китобойные флотилии, базируясь на борту рыболовецких судов. В этой роли Ка-15 имел преимущества перед Ми-1 благодаря меньшим размерам и отсутствию длинной хвостовой балки с рулевым винтом. В 1959 году два вертолёта Ка-15 были зачислены в состав Управления Полярной Авиации ГУСМП и получили регистрационные номера СССР-Н-26 и СССР-Н-27. Испытательные полеты выполнялись с борта ледокола «Ермак» во время его нахождения в Мурманске. Зимой 1959—1960 года вертолёты участвовали в промысловой экспедиции в Арктике, базируясь на борту флагманской шхуны «Чистополь» (газета «Советская Россия» от 15.04.1960).
На этих новых вертолётах был исправлен один из главных недостатков Ка-15: малое расстояние между верхним и нижним ротором, из-за чего лопасти иногда схлёстывались в полёте. На опытных экземплярах расстояние между роторами было на 150 мм больше, чем на серийных; его пришлось уменьшить, чтобы решить проблему с флаттером несущего винта, и такая доработка позволила запустить машину в серию. Сами же лопасти были тонкими и очень гибкими (и хрупкими настолько, что по окончании лётного дня их снимали со втулки, а перед новым полетом навешивали обратно — впрочем, эта процедура не была сложной и не занимала много времени). Пилоты, летавшие на Ка-15, отмечали, что полёт со скоростью более 100 км/ч становился опасным — лопасти верхнего и нижнего ротора сближались настолько, что между законцовками оставалось не более 10 см. Среди недостатков называлась малая мощность двигателя АИ-14 и чувствительность к «земному резонансу» — рулить по земле на Ка-15 можно было только по идеально ровной поверхности. 
Аналогичное (схлёстывание лопастей несущего винта) тяжёлое летное происшествие произошло летом 1961 года в 413 отдельном вертолетном полку противолодочной обороны Краснознаменного Балтийского Флота. Звено Ка-15 в составе двух машин взлетело с аэродрома посёлка Донское Калининградской области. Отрабатывался ночной полёт по приборам. Ведущий Ка-15 потерпел катастрофу над Куршской косой, в районе поселка Рыбачий. Машина упала в Куршский залив. Экипаж, лётчик и штурман-оператор, погиб. До выяснения причин катастрофы эскадрилья Ка-15 не летала.
- 1 июля 1964 года вертолёт Ка-15, бортовой номер СССР-30123 Московского транспортного управления АСП и МВЛ ГВФ, Рязанского авиаотряда, потерпел катастрофу близ населённого пункта Елатьма, Рязанской области. Катастрофа произошла по причине столкновения лопастей вертолёта с проводами линии связи с дальнейшим падением вертолёта в реку в 100 метрах от берега.[3]
- 4 февраля 1965 года вертолёт Ка-15, бортовой номер СССР-86633 Украинского УГА, Запорожского авиаотряда потерпел катастрофу близ населённого пункта Чапаевка, Запорожская область, Украинской ССР. Катастрофа произошла по причине разрушения ведомого венца верхнего вала несущих винтов редуктора РВ-15, что привело в начальный момент к прекращению передачи крутящего момента и потере подъёмной силы верхнего несущего винта. Беспорядочное вращение верхнего несущего винта повлекло за собой схлёстывание лопастей с последующим разрушением хвостового оперения несущими винтами, а также к полной потере подъёмной силы и управляемости. Вертолет с высоты 200 м, с разрушенной несущей системой винтов и хвостового оперения, неуправляемый, в состоянии беспорядочного падения, упал на землю и загорелся.[4]
- 16 июня 1965 года вертолёт Ка-15, бортовой номер СССР-30150 Украинского УГА, Симферопольского авиаотряда, выполняя авиахимические работы по опрыскиванию виноградников в колхозе "Борьба за мир" (Крымская область, Кировский район, село Абрикосовка), вследствие разрушения несущей системы и потери подъёмной силы перешёл в беспорядочное падение под углом 80°, столкнулся с землёй левой передней частью фюзеляжа (кабиной пилота) на пшеничном поле, соседним с обрабатываемым виноградником, развернулся на 180° и лёг на левый борт. Пилот погиб. Комиссия установила: разрушение лопастей в полёте произошло вследствие резкого торможения несущей системы, что привело к излому лопастей в их заделке к узлам втулки, что подтверждается характером излома лопастей, деформацией (сжатием) передних кромок лопастей и смятием передних упоров вертикальных шарниров. Возможной причиной торможения несущей системы вертолета является прихватывание металла между поводком ведущей шестерни вала верхнего винта и ведущим валом редуктора РВ-15. Это подтверждается наличием задиров и наволакиваний металла с цветами побежалости на указанных деталях.[5]

## Лётно-технические характеристики
Источник данных: 

Технические характеристики
- Экипаж: 1 чел.
- Пассажировместимость: 1 чел.
- Грузоподъёмность: 364 кг
- Длина: 6,26 м
- Диаметр несущего винта: 9,96 м
- Высота: 3,35 м
- Масса пустого: 968 кг
- Нормальная взлётная масса: 1360 кг
- Максимальная взлётная масса: 1460 кг
- Силовая установка: 1 × ПД АИ-14В
- Мощность двигателей: 1 × 188 кВт

Лётные характеристики
- Максимальная скорость: 155 км/ч
- Крейсерская скорость: 120 км/ч
- Практическая дальность: 278 км
- Перегоночная дальность: 520 км
- Практический потолок: 3500 м
- Статический потолок: 600 м
- Динамический потолок: 3500 м[1]